# Trần Trí Quang
Trần Trí Quang (sinh ngày 10 tháng 7 năm 1977) là một chính trị gia người Việt Nam. Ông hiện là Phó Bí thư Tỉnh ủy Đồng Tháp , Chủ tịch Ủy ban nhân dân tỉnh Đồng Tháp.
Ông từng là đại biểu Quốc hội Việt Nam khóa XIV nhiệm kì 2016-2021, thuộc đoàn đại biểu quốc hội tỉnh Đồng Tháp, Giám đốc Sở Giao thông vận tải tỉnh Đồng Tháp, Ủy viên Ủy ban Kinh tế của Quốc hội. Ông lần đầu trúng cử đại biểu Quốc hội năm 2016 ở đơn vị bầu cử số 3, tỉnh Đồng Tháp gồm có thành phố Sa Đéc và các huyện: Lấp Vò, Lai Vung, Châu Thành.

## Xuất thân
Trần Trí Quang sinh ngày 10 tháng 7 năm 1977 quê quán ở phường 2, thành phố Cao Lãnh, tỉnh Đồng Tháp.
Ông hiện cư trú ở số 12 đường Nguyễn Minh Trí, phường 2, thành phố Cao Lãnh, tỉnh Đồng Tháp.
Ông gia nhập Đảng Cộng sản Việt Nam vào ngày 8/7/2005.

## Giáo dục
- Giáo dục phổ thông: 12/12
- Trường Đại học Bách khoa, Thành phố Hồ Chí Minh, chuyên ngành kỹ thuật xây dựng
- Đại học Giao thông Vận tải Hà Nội chuyên ngành cầu hầm
- Thạc sĩ cầu đường
- Trường Đại học Sư phạm kỹ thuật HCM
- Thạc sĩ Quản lý kinh tế
- Cao cấp lý luận chính trị

## Sự nghiệp
- Từ năm 1999 đến năm 2013, ông công tác tại Công ty Công trình Giao thông Đồng Tháp; Trung tâm Kiểm định và Bảo dưỡng Công trình giao thông thuộc Sở Giao thông vận tải Đồng Tháp; Văn phòng Ủy ban nhân dân tỉnh Đồng Tháp.
- Từ tháng 2/2013 đến tháng 5/2015, ông được Tỉnh ủy điều động tham gia Ban Chấp hành Thành ủy Sa Đéc và bầu giữ chức Phó Chủ tịch Uỷ ban nhân dân thành phố Sa Đéc, tỉnh Đồng Tháp.
- Từ tháng 5/2015 đến tháng 11/2015, ông được Chủ tịch Ủy ban nhân dân tỉnh Đồng Tháp bổ nhiệm làm Phó Giám đốc Sở Giao thông vận tải Đồng Tháp.
- Tháng 10/2015, tại Đại hội đại biểu Đảng bộ tỉnh Đồng Tháp lần thứ X, nhiệm kỳ 2015-2020, ông được bầu làm Ủy viên Ban Chấp hành Đảng bộ tỉnh khóa X.
- Tháng 5 năm 2016, ông đã trúng cử đại biểu quốc hội năm 2016 ở đơn vị bầu cử số 3, tỉnh Đồng Tháp gồm có thành phố Sa Đéc và các huyện: Lấp Vò, Lai Vung, Châu Thành, được 376.294 phiếu, đạt tỷ lệ 72,17% số phiếu hợp lệ.
- Từ tháng 11/2015 - 12/2020, ông là Giám đốc Sở Giao thông vận tải, Đại biểu Quốc hội khóa XIV, Uỷ viên Uỷ ban Kinh tế Quốc hội; Đại biểu HĐND tỉnh Đồng Tháp khóa IX nhiệm kỳ 2016-2021.
- Tháng 10/2020, tại Đại hội đại biểu Đảng bộ tỉnh Đồng Tháp lần thứ XI, nhiệm kỳ 2020-2025, ông tái cử Ban Chấp hành Đảng bộ tỉnh và được bầu vào Ban Thường vụ Tỉnh ủy khóa XI.
- Tháng 12/2020, tại kỳ họp thứ 17 Hội đồng nhân dân tỉnh khóa IX, các đại biểu Hội đồng nhân dân tỉnh đã tiến hành bầu ông giữ chức vụ Phó Chủ tịch UBND tỉnh nhiệm kỳ 2016 - 2021.
- Tháng 7/2021, tại kỳ họp thứ nhất Hội đồng nhân dân tỉnh khóa X, các đại biểu Hội đồng nhân dân tỉnh đã tiến hành bầu ông giữ chức vụ Phó Chủ tịch UBND tỉnh nhiệm kỳ 2021 - 2026.
- Ngày 17/8/2022, Bí thư Tỉnh ủy Đồng Tháp đã trao quyết định của Ban Thường vụ Tỉnh ủy Đồng Tháp về việc điều động, chỉ định ông tham gia Ban Chấp hành Đảng bộ Thành ủy, Ban Thường vụ Thành ủy, giữ chức Bí thư Thành ủy Cao Lãnh nhiệm kỳ 2020-2025.[5]
- Ngày 17/10/2023, tại kỳ họp đột xuất lần thứ sáu Hội đồng nhân dân tỉnh khóa X, các đại biểu HĐND tỉnh Đồng Tháp đã bầu ông giữ chức danh Phó Chủ tịch UBND tỉnh nhiệm kỳ 2021 - 2026 [6]. Phó Thủ tướng Chính phủ Trần Lưu Quang đã ký Quyết định 1297/QĐ-TTg ngày 4/11/2023 phê chuẩn kết quả bầu chức vụ Phó Chủ tịch UBND tỉnh Đồng Tháp nhiệm kỳ 2021 - 2026 đối với ông.
- Ngày 24/2/2025, ông được Ban Thường vụ Tỉnh ủy Đồng Tháp chỉ định giữ chức Quyền Bí thư Đảng ủy UBND tỉnh Đồng Tháp nhiệm kỳ 2020-2025.
- Ngày 28/2/2025, theo quyết định của Thủ tướng Chính phủ, giao quyền Chủ tịch UBND tỉnh Đồng Tháp nhiệm kỳ 2021 - 2026 cho ông đến khi kiện toàn chức danh Chủ tịch UBND tỉnh Đồng Tháp nhiệm kỳ 2021 - 2026.
- Ngày 27/3/2025, Ban Chấp hành Đảng bộ tỉnh Đồng Tháp khóa XI, nhiệm kỳ 2020-2025 tổ chức Hội nghị lần thứ 21 và công bố, trao quyết định của Ban Bí thư Trung ương Đảng về công tác cán bộ. Theo đó, Ban Bí thư quyết định chuẩn y ông giữ chức Phó Bí thư Tỉnh ủy nhiệm kỳ 2020-2025.[7]
- Ngày 28/3/2025, tại kỳ họp đột xuất lần thứ mười ba Hội đồng nhân dân tỉnh khóa X, các đại biểu HĐND tỉnh Đồng Tháp đã bầu ông ông giữ chức vụ Chủ tịch Ủy ban nhân dân tỉnh nhiệm kỳ 2021 - 2026.[8]